# Ani Samsonian
Ani Tachati Samsonian (în armeană Անի Տաճատի Սամսոնյան; n. 10 februarie 1990, Erevan, Republica Sovietică Socialistă Armeană, URSS) este o jurnalistă și politiciană armeană.

## Biografie
A obținut o diplomă în jurnalism la Universitatea Pedagogică de Stat din Armenia⁠(d) în 2011. Între 2011 și 2013 a studiat la Departamentul de Relații Internaționale al Centrului Internațional pentru Știință și Educație al Academiei Naționale de Științe a Armeniei. A studiat în cadrul programului de masterat al Departamentului de Drept al Academiei de Administrație Publică din Armenia.

## Carieră
În 2015 a fost membru fondator al inițiativei „Armenia Luminată”, apoi al partidului cu același nume⁠(d), devenind secretarul de presă al partidului. În 2017-2018, a devenit vicepreședinte al Comitetului permanent al Consiliului Municipal din Erevan pe probleme de planificare urbană și utilizare a terenurilor.
Ca urmare a alegerilor anticipate pentru Consiliul Municipal Erevan, care au avut loc la 23 septembrie 2018, a fost aleasă membru al Consiliului. În 2018-2019 a fost membră a Comitetului permanent al Consiliului Municipal Erevan pe probleme de planificare urbană și utilizare a terenurilor. La 9 decembrie 2018 a devenit deputat în Adunarea Națională de pe lista electorală națională a partidului „Armenia Luminată”⁠(d).